# Hospital Assunta
El Hospital Assunta es un centro de salud privado ubicado en la localidad de Petaling Jaya, Selangor, en el país asiático de Malasia. Inaugurado en 1957 por las Hermanas Franciscanas Misioneras de María, el hospital comenzó la primera escuela privada de enfermería en el país.
El centro fue objeto de críticas por supuestamente negarse a tratar a un paciente, que murió a las pocas horas.